# رالی پرتغال ۲۰۲۳
رالی پرتغال ۲۰۲۳ (همچنین با عنوان وودافون رالی پرتغال ۲۰۲۳ شناخته می‌شود) یک رویداد اتومبیل رانی برای خودروهای رالی بود که طی چهار روز بین ۱۱ و ۱۴ می ۲۰۲۳ در کشور پرتغال برگزار شد. این رویداد پنجاه و ششمین دوره مسابقات رالی پرتغال بود، پنجمین دور از مسابقات رالی قهرمانی جهان ۲۰۲۳، مسابقات رالی قهرمانی  جهان ۲ و رالی قهرمانی جهان ۳ بود این رالی در ماتوسینوس در ناحیه پورتو برگزار شد و در ۱۹ مرحله ویژه مسافتی رقابتی کل ۳۲۹٫۰۶ کیلومتر (۲۰۴٫۴۷ مایل) را پوشش داد.
کاله رووانپرا و یون هالتونن برندگان سال گذشته این رالی بودند. تیم آنها، تویوتا گازو ریسینگ دبلیوآرتی، برنده سازندگان سال گذشته بود. یوهان راسل و والنتین سارو برندگان سال گذشته در کلاس رالی رالی۲ بودند. سامی پاجاری و انی مالکونن مدافعان برد در کلاس رالی۳ بودند.

### فهرست ورودی
| شماره. | راننده           | نقشه‌خوان       | تیم                          | خودرو                   | وضعیت قهرمانی            | تایر |
| ------ | ---------------- | -------------- | ---------------------------- | ----------------------- | ------------------------ | ---- |
| 4      | اساپکا لاپی      | یان فرم        | هیوندای شل موبیلز دبلیوآرتی  | هیوندای آی۲۰ ان رالی۱   | راننده، نقشه‌خوان، سازنده | P    |
| 6      | دنی سوردو        | کاندیدو کاررا  | هیوندای شل موبیلز دبلیوآرتی  | هیوندای آی۲۰ ان رالی۱   | راننده، نقشه‌خوان، سازنده | P    |
| 7      | پیر لوئی لوبت    | نیکلاس گیلسول  | ام-اسپرت فورد دبلیوآرتی      | فورد پوما رالی۱         | راننده، نقشه‌خوان، سازنده | P    |
| 8      | اوت تاناک        | مارتین جروئوجا | ام-اسپرت فورد دبلیوآرتی      | فورد پوما رالی۱         | راننده، نقشه‌خوان، سازنده | P    |
| 11     | تیری نوویل       | مارتین ویدایگه | هیوندای شل موبیلز دبلیوآرتی  | هیوندای آی۲۰ ان رالی۱   | راننده، نقشه‌خوان، سازنده | P    |
| 18     | تاکاموتو کاتسوتا | آرون جانستن    | تویوتا گازو ریسینگ دبلیوآرتی | تویوتا جی‌ار یاریس رالی۱ | راننده، نقشه‌خوان، سازنده | P    |
| 33     | الفین ایوانز     | اسکات مارتین   | تویوتا گازو ریسینگ دبلیوآرتی | تویوتا جی‌ار یاریس رالی۱ | راننده، نقشه‌خوان، سازنده | P    |
| 69     | کاله رووانپرا    | یون هالتونن    | تویوتا گازو ریسینگ دبلیوآرتی | تویوتا جی‌ار یاریس رالی۱ | راننده، نقشه‌خوان، سازنده | P    |

#### جدول رده‌بندی قهرمانی پس از رالی
| 1 | ۲ | کاله رووانپرا | 98 | ۲ | یون هالتونن    | 98 |  | تویوتا گازو ریسینگ دبلیوآرتی | 201 |
| 2 | ۲ | اوت تاناک     | 81 | ۲ | مارتین جروئوجا | 81 |  | هیوندای شل موبیلز دبلیوآرتی  | 169 |
| 3 | ۲ | سباستین اوژیه | 69 | ۲ | وینسنت لندی    | 69 |  | ام-اسپرت فورد دبلیوآرتی      | 134 |
| 4 | ۲ | الفین ایوانز  | 69 | ۲ | اسکات مارتین   | 69 |  |                              |     |
| 5 |   | تیری نوویل    | 68 |   | مارتین ویدایگه | 68 |  |                              |     |